# Сохадзе, Екатерина Тарасовна
Екатерина Тарасовна Соха́дзе (1907—1984) — советская грузинская оперная певица. Народная артистка Грузинской ССР (1946). Лауреат Сталинской премии второй степени (1947).

## Биография
Родилась 3 (16 марта) 1907 года в Кутаиси (ныне Грузия).
Пению училась у Е. М. Михайловой в Кутаисском музыкальном техникуме (1922—1928). В 1930 году окончила ТбГК (класс О. А. Бахуташвили-Шульгиной). С 1930 года солистка ГрАТОБ имени З. П. Палиашвили. Оставила сцену в 1952 году.
Скончалась в 1984 году.

## Оперные партии
- «Даиси» З. П. Палиашвили — Маро
- «Ладо Кехцовели» Г. В. Киладзе — Этери, Лела
- «Сказание о Тариэле» Ш. М. Мшвелидзе — Нестан-Дареджан
- «Сказание о Шота Руставели» Д. И. Аракишвили — Нино
- «Патара Кахи» И. Р. Гокиели — Турпа
- «Абесалом и Этери» З. П. Палиашвили — Этери
- «Депутат» Ш. М. Тактакишвили — Дора
- «Евгений Онегин» П. И. Чайковского — Татьяна
- «Пиковая дама» П. И. Чайковского — Лиза
- «Отелло» Дж. Верди — Дездемона
- «Мадам Баттерфляй» Дж. Пуччини — Чио-Чио-сан
- «Кармен» Ж. Бизе — Микаэла
- «Тихий Дон» И. И. Дзержинского — Наталья

## Награды и премии
- орден Ленина
- орден Трудового Красного Знамени (14.01.1937) — за выдающиеся заслуги в деле развития грузинского оперного искусства, грузинской музыки, песен и танцев
- народная артистка Грузинской ССР (1946)
- Сталинская премия второй степени (1947) — за исполнение партии Нестан-Дареджан в оперном спектакле «Сказание о Тариэле» Ш. М. Мшвелидзе, поставленном на сцене ГрАТОБ имени З. П. Палиашвили